# Studzienice (gmina)
Studzienice – gmina wiejska w województwie pomorskim, w powiecie bytowskim. W latach 1975–1998 gmina położona była w województwie słupskim.
W skład gminy wchodzi 11 sołectw: Czarna Dąbrowa, Kłączno, Łąkie, Osława-Dąbrowa, Półczno, Przewóz, Rabacino, Skwierawy, Sominy, Studzienice, Ugoszcz.
Siedziba gminy to Studzienice.

## Miejscowości
Tabela Nr 1.
| Wykaz miejscowości podstawowych i ich integralnych części w administracji gminy Studzienice                                                                                               | Wykaz miejscowości podstawowych i ich integralnych części w administracji gminy Studzienice | Wykaz miejscowości podstawowych i ich integralnych części w administracji gminy Studzienice | Wykaz miejscowości podstawowych i ich integralnych części w administracji gminy Studzienice | Wykaz miejscowości podstawowych i ich integralnych części w administracji gminy Studzienice |
| Nazwa miejscowości | Rodzaj miejscowości                                                                         | Miejscowość podstawowa                                                                      | SIMC                                                                                        | Położenie geograficzne                                                                      |
| --- | ------------------------------------------------------------------------------------------- | ------------------------------------------------------------------------------------------- | ------------------------------------------------------------------------------------------- | ------------------------------------------------------------------------------------------- |
| Bielawy | część wsi                                                                                   | Skwierawy                                                                                   | 0751485                                                                                     | 54°06′05″N 17°41′32″E/54,101389 17,692222                                                   |
| Błotowo | część wsi                                                                                   | Skwierawy                                                                                   | 0751491                                                                                     | 54°05′48″N 17°41′32″E/54,096667 17,692222                                                   |
| Bukówki | osada leśna                                                                                 | Prądzonka                                                                                   | 0751427                                                                                     | 53°59′26″N 17°33′34″E/53,990556 17,559444                                                   |
| Cechyny | przysiółek wsi                                                                              | Łąkie                                                                                       | 0751321                                                                                     | 54°10′34″N 17°33′27″E/54,176111 17,557500                                                   |
| Chabzewo | przysiółek wsi                                                                              | Studzienice                                                                                 | 0751580                                                                                     | 54°05′50″N 17°32′43″E/54,097222 17,545278                                                   |
| Czarna Dąbrowa | wieś                                                                                        |                                                                                             | 0751249                                                                                     | 54°07′38″N 17°37′10″E/54,127222 17,619444                                                   |
| Dzierżążnik | osada leśna                                                                                 | Kłączno                                                                                     | 0751278                                                                                     | 54°03′39″N 17°29′22″E/54,060833 17,489444                                                   |
| Fiszewo | część wsi                                                                                   | Skwierawy                                                                                   | 0751500                                                                                     | 54°06′19″N 17°42′23″E/54,105278 17,706389                                                   |
| Jabłończ Wielki | osada                                                                                       | Łąkie                                                                                       | 0751338                                                                                     | 54°09′41″N 17°35′45″E/54,161389 17,595833                                                   |
| Kamionka | część wsi                                                                                   | Skwierawy                                                                                   | 0751516                                                                                     | 54°06′22″N 17°41′32″E/54,106111 17,692222                                                   |
| Kłączno | wieś                                                                                        |                                                                                             | 0751261                                                                                     | 54°04′23″N 17°32′10″E/54,073056 17,536111                                                   |
| Kostki | część wsi                                                                                   | Ugoszcz                                                                                     | 0751605                                                                                     | 54°05′59″N 17°33′06″E/54,099722 17,551667                                                   |
| Koźlice | część wsi                                                                                   | Sominy                                                                                      | 0751551                                                                                     | 54°03′13″N 17°37′08″E/54,053611 17,618889                                                   |
| Lipuszek | osada leśna                                                                                 | Przewóz                                                                                     | 0751456                                                                                     | 54°03′14″N 17°33′40″E/54,053889 17,561111                                                   |
| Łąkie | wieś                                                                                        |                                                                                             | 0751315                                                                                     | 54°09′03″N 17°36′11″E/54,150833 17,603056                                                   |
| Łubieniec | przysiółek wsi                                                                              | Łąkie                                                                                       | 0751344                                                                                     | 54°08′41″N 17°35′10″E/54,144722 17,586111                                                   |
| Małe | przysiółek wsi                                                                              | Kłączno                                                                                     | 0751284                                                                                     | 54°03′03″N 17°30′09″E/54,050833 17,502500                                                   |
| Ociaskowo | osada                                                                                       | Łąkie                                                                                       | 0751350                                                                                     | 54°10′19″N 17°35′55″E/54,171944 17,598611                                                   |
| Okuny | przysiółek wsi                                                                              | Kłączno                                                                                     | 0751290                                                                                     | 54°03′55″N 17°30′36″E/54,065278 17,510000                                                   |
| Osława-Dąbrowa | wieś                                                                                        |                                                                                             | 0751367                                                                                     | 54°06′11″N 17°37′05″E/54,103056 17,618056                                                   |
| Osowo | przysiółek wsi                                                                              | Kłączno                                                                                     | 0751309                                                                                     | 54°03′07″N 17°30′27″E/54,051944 17,507500                                                   |
| Półczenko | część wsi                                                                                   | Półczno                                                                                     | 0751404                                                                                     | 54°08′59″N 17°37′28″E/54,149722 17,624444                                                   |
| Półczno | wieś                                                                                        |                                                                                             | 0751396                                                                                     | 54°08′59″N 17°38′23″E/54,149722 17,639722                                                   |
| Prądzonka | wieś                                                                                        |                                                                                             | 0751410                                                                                     | 54°01′55″N 17°32′38″E/54,031944 17,543889                                                   |
| Przewóz | wieś                                                                                        |                                                                                             | 0751433                                                                                     | 54°03′53″N 17°32′53″E/54,064722 17,548056                                                   |
| Rabacino | wieś                                                                                        |                                                                                             | 0751462                                                                                     | 54°07′42″N 17°35′01″E/54,128333 17,583611                                                   |
| Róg | osada                                                                                       | Skwierawy                                                                                   | 0751373                                                                                     | 54°06′29″N 17°40′55″E/54,108056 17,681944                                                   |
| Róg-Gajówka | osada leśna                                                                                 | Czarna Dąbrowa                                                                              | 0751255                                                                                     | 54°06′47″N 17°38′52″E/54,113056 17,647778                                                   |
| Rynszt | część wsi                                                                                   | Przewóz                                                                                     | 0751440                                                                                     | 54°03′03″N 17°31′15″E/54,050833 17,520833                                                   |
| Skwierawy | wieś                                                                                        |                                                                                             | 0751479                                                                                     | 54°06′49″N 17°42′06″E/54,113611 17,701667                                                   |
| Sominki | przysiółek wsi                                                                              | Sominy                                                                                      | 0751568                                                                                     | 54°01′48″N 17°37′28″E/54,030000 17,624444                                                   |
| Sominy | osada leśna                                                                                 | Osława Dąbrowa                                                                              | 0751380                                                                                     | 54°04′36″N 17°39′31″E/54,076667 17,658611                                                   |
| Sominy | wieś                                                                                        |                                                                                             | 0751545                                                                                     | 54°02′11″N 17°38′21″E/54,036389 17,639167                                                   |
| Studzienice | wieś                                                                                        |                                                                                             | 0751574                                                                                     | 54°05′34″N 17°34′26″E/54,092778 17,573889                                                   |
| Ugoszcz | wieś                                                                                        |                                                                                             | 0751597                                                                                     | 54°07′24″N 17°31′45″E/54,123333 17,529167                                                   |
| Widno | przysiółek wsi                                                                              | Skwierawy                                                                                   | 0751539                                                                                     | 54°06′30″N 17°43′01″E/54,108333 17,716944                                                   |
| Źródła: Wykaz urzędowych nazw miejscowości i ich części (xls),Dz.U. z 2013 r. poz. 200 oraz Dz.U. z 2015 r. poz. 1636, Zbiory danych państwowego rejestru nazw geograficznych -2025-06-15 |                                                                                             |                                                                                             |                                                                                             |                                                                                             |

Według danych z 31 grudnia 2011 gminę zamieszkiwały 3544 osoby.

## Struktura powierzchni
Według danych z roku 2002 gmina Studzienice ma obszar 175,96 km², w tym:
- użytki rolne: 24%
- użytki leśne: 66%

Gmina stanowi 8,02% powierzchni powiatu.

## Demografia

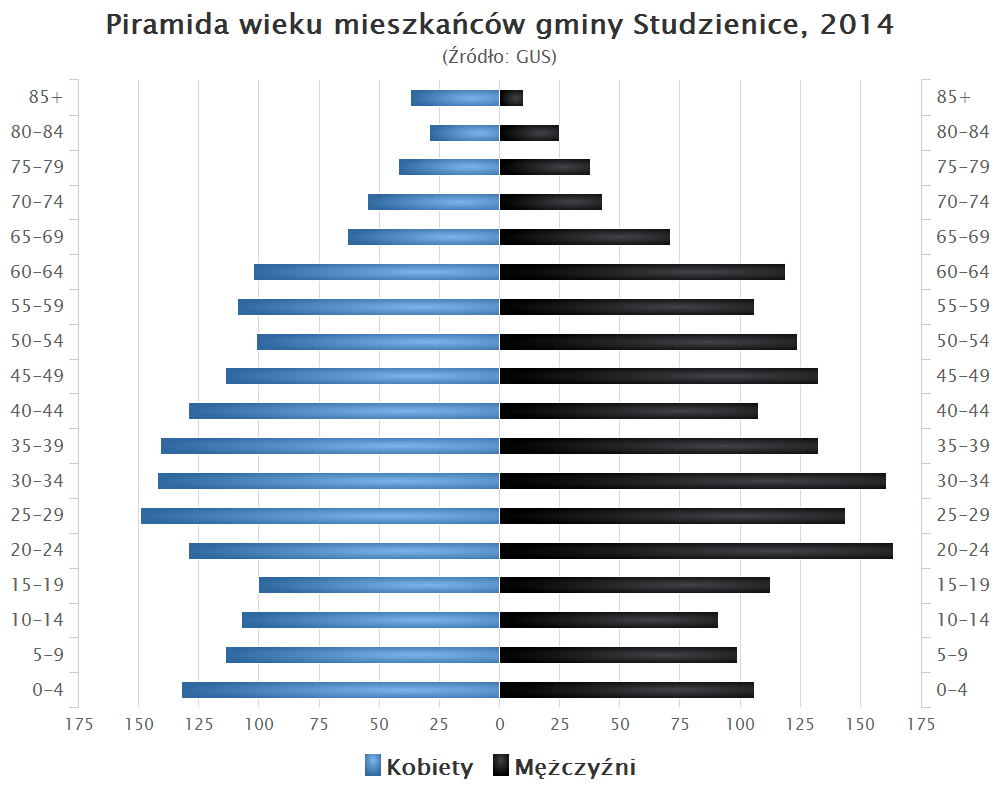
Piramida wieku mieszkańców gminy Studzienice w 2014 roku

Dane z 31 grudnia 2017 roku:
Tabela Nr 2.
| Opis                              | Ogółem | Ogółem | Kobiety | Kobiety | Mężczyźni | Mężczyźni |
| --------------------------------- | ------ | ------ | ------- | ------- | --------- | --------- |
| Jednostka                         | osób   | %      | osób    | %       | osób      | %         |
| Populacja                         | 3 686  | 100    | 1 848   | 50,1    | 1 838     | 49,9      |
| Gęstość zaludnienia [mieszk./km²] | 21     | 21     | 11      | 11      | 10        | 10        |

## Ochrona przyrody
- Rezerwat przyrody Jezioro Cechyńskie Małe

## Komunikacja
Przez północną część gminy przebiega droga krajowa nr 20 ze Stargardu do Gdyni.

## Sąsiednie gminy
Brusy, Bytów, Dziemiany, Lipnica, Lipusz, Parchowo